# Kärsåsasjön
Kärsåsasjön är en sjö i Falkenbergs kommun i Halland och ingår i Ätrans huvudavrinningsområde.